# Patrice Evra
Patrice Latyr Evra (franska: patʁis evʁa), född 15 maj 1981 i Dakar, Senegal, är en fransk före detta fotbollsspelare.

## Klubbkarriär
I januari 2006 värvades Evra av Manchester United. Under sin tid i klubben, spelade Evra bland annat tre Champions League-finaler.
Evra blev italiensk mästare med Juventus år 2015.
I januari 2017 värvades Evra av Marseille, där han skrev på ett 1,5-årskontrakt.
Den 7 februari 2018 värvades Evra av West Ham United, där han skrev på ett kontrakt över resten av säsongen 2017/2018. Den 24 februari 2018 debuterade Evra i en 4–1-förlust mot Liverpool.

## Landslagskarriär
Inför VM 2010 utsågs Evra till ny lagkapten i det franska landslaget av dåvarande förbundskapten Raymond Domenech eftersom den tidigare kaptenen Thierry Henry placerats på avbytarbänken.